# Rómulo Gallegos (Casacoima)
Pour les articles homonymes, voir Gallegos.
Rómulo Gallegos est l'une des cinq paroisses civiles de la municipalité de Casacoima dans l'État de Delta Amacuro au Venezuela. Sa capitale est Santa Catalina.

## Géographie

### Hydrographie
Les paysages de la paroisse civile sont dominés par le fleuve Orénoque et son delta qui s'y forme, découpant son lit en plusieurs îles, dont la principale Tórtola, est le plus grande du delta. Parmi les autres îles importantes peuvent être citées Tres Caños, Portuguesa, Sacoroco et Varadero.

### Démographie
Hormis sa capitale Santa Catalina, la paroisse civile possède plusieurs localités :
- Santa Catalina
- Varadero de Yaya